# 조민혁 (테니스 선수)
조민혁(1986 12월18일~)은 대한민국의 테니스 선수이다.
2012년 대한민국 국가대표로 데이비스 컵에 출전했었다.